# Laternaria orientalis
Laternaria orientalis är en insektsart som beskrevs av Victor Lallemand 1956. Laternaria orientalis ingår i släktet Laternaria och familjen lyktstritar. Inga underarter finns listade i Catalogue of Life.